# Parafia św. Floriana w Żninie
Parafia Świętego Floriana w Żninie – rzymskokatolicka parafia w Żninie, należy do dekanatu żnińskiego. Powstała w XI wieku. Obecny kościół w stylu gotyckim, gruntownie przebudowany w końcu XVIII wieku w stylu barokowym.